# Tyranneau à tête grise
Phyllomyias griseocapilla
Espèce
Statut de conservation UICN

 NT  : Quasi menacé
Le Tyranneau à tête grise (Phyllomyias griseocapilla) est une espèce de passereaux placée dans la famille des Tyrannidae. Il a été identifié pour la première fois entre 1861 et 1862 par le zoologiste britannique Philip Lutley Sclater.

## Répartition
Cet oiseau est endémique de la forêt atlantique. Son habitat naturel est la forêt de plaine humide subtropicale ou tropicale et la forêt montagnarde humide subtropicale ou tropicale. Comme de nombreuses espèces endémiques, le Tyranneau à tête grise est menacé par la perte de son habitat. 